# Bettlach (Alto Rin)
Bettlach es una comuna francesa, situada en el departamento de Alto Rin, en la región  de Alsacia.

## Demografía
| 178 | 194 | 223 | 233 | 247 | 288 |
| Para los censos de 1962 a 1999 la población legal corresponde a la población sin duplicidades (Fuente: INSEE [Consultar]) |     |     |     |     |     |